# Балабан, Павел Милославович
Павел Милославович Балабан (род. 4 июля 1951 года) — советский и российский биолог, специалист в области клеточных механизмов памяти и обучения, академик РАН (2022).

## Биография
Родился 4 июля 1951 года в г. Горьком.
Окончил биологический факультет МГУ.
В 1989 году защитил докторскую диссертацию.
С 1984 году работает в Институте высшей нервной деятельности и нейрофизиологии РАН, с 2005 года — директора института, в 2010 году переизбран на новый 5-летний срок.
С 2011 года — профессор кафедры высшей нервной деятельности биологического факультета МГУ (по совместительству).
В 2011 году избран членом-корреспондентом РАН.
В 2022 году избран академиком РАН.

## Научная деятельность
Основные научные результаты:
- исследованы механизмы клеточной и синаптической пластичности в нервной системе позвоночных и беспозвоночных животных, описаны механизмы участия вторичных посредников в изменении функционирования нейронов и нервных сетей при обучении;
- описаны новые функциональные классы командных и модуляторных нейронов в нервной системе беспозвоночных, играющих ключевую роль в механизмах памяти и обучения, описаны новые гены, специфически экспрессирующиеся в нейронах оборонительного поведения; исследована регуляция экспрессии нейроспецифических генов адекватными стимулами;
- исследована способность к самостимуляции у беспозвоночных животных на поведенческом и нейронном уровне, что имеет принципиальное значение для исследования механизмов принятия решения и подкрепления при обучении.

Ведёт преподавательскую работу в МГУ и МИФИ.
Под его руководством защищены 3 докторские и 16 кандидатских диссертаций.
Главный редактор «Журнала высшей нервной деятельности имени И. П. Павлова» РАН, председатель диссертационного совета, вице-президент Российского физиологического общества имени И. П. Павлова РАН, член комиссии по школам Международной организации по изучению мозга (IBRO).

## Общественная позиция
В феврале 2022 подписал открытое письмо российских учёных и научных журналистов с осуждением вторжения России на Украину и призывом вывести российские войска с украинской территории.